# Cumbres Borrascosas (1964)
Cumbres Borrascosas é uma telenovela mexicana, produzida pela Televisa e exibida em 1964 pelo Telesistema Mexicano.

## Elenco
- Lorena Velázquez
- Manuel López Ochoa
- Guillermo Herrera
- Germán Robles